# 정진 (1937년)
정진(鄭進, 1937년 - )은 재일본대한민국민단(민단) 전 중앙 단장이다. 

## 내력
니혼 대학 경제학부를 졸업했다.
- 1973년～1974년 - 민단 나가노현 마쓰모토 지부 조직과장[1]
- 1974년～1976년 - 민단 나가노 현 마쓰모토 지부 부단장・사무부장
- 1976년～1979년 - 민단 나가노 현 마쓰모토 지부 부단장
- 1979년～1982년 - 민단 나가노 현 지방 본부 총무부장
- 1986년～1993년 - 민단 나가노 현 지방 본부 부의장
- 1996년～2002년 - 민단 나가노 현 지방 본부 단장(2기)
- 2002년～현재 - 민단 나가노 현 지방 본부 상임고문
- 2003년～2006년 - 민단 중앙본부 부단장
- 2006년 9월~2012년 2월- 민단 중앙본부 단장

2006년의 민단 중앙 단장선거에 출마하며, 재정기반 조성위원회의 설치, 지방참정권의 획득, 민족금융기관의 육성, 총련과의 교류 등을 공약에 내걸며, 동년 9월 21일, 중앙단장에 선출되었다.
2009년 2월 24일, 중앙단장에 재선.

## 참고 문헌
1. ↑  組織経歴[깨진 링크(과거 내용 찾기)]
2. ↑  民団中央団長選挙、４氏の争いに
3. ↑  鄭進団長ら三機関長選出[깨진 링크(과거 내용 찾기)]